# Richard Simon

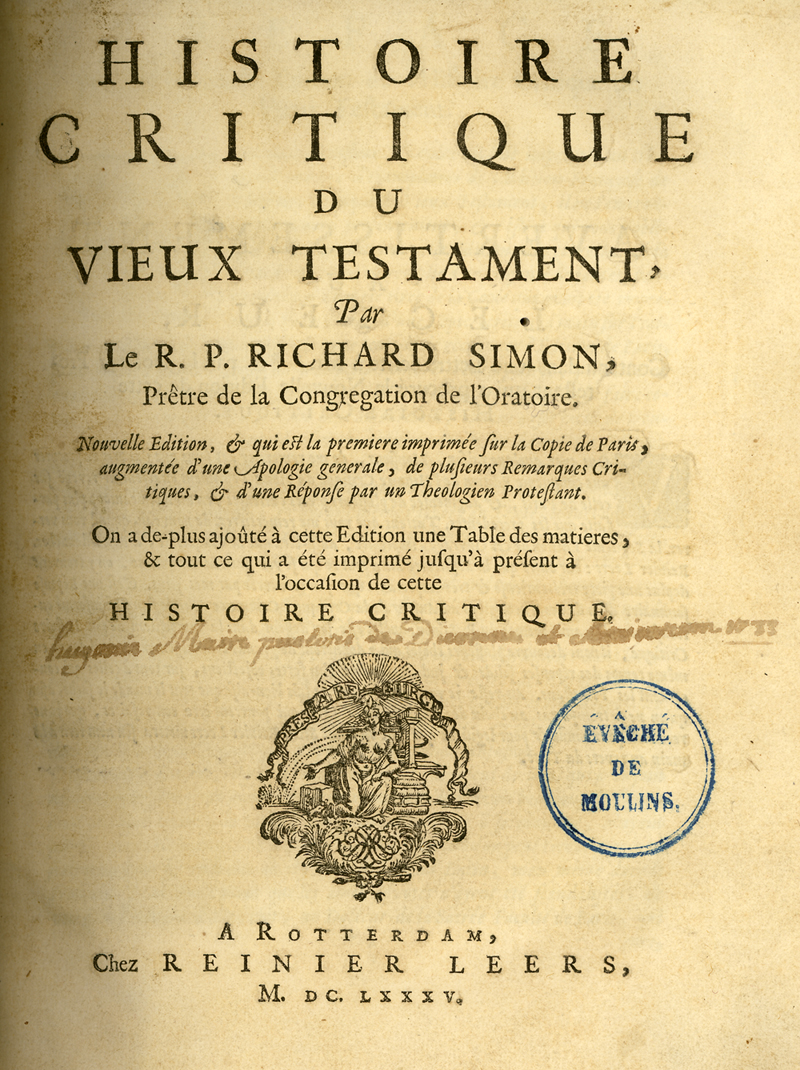
Richard Simons huvudverk.

Richard Simon, född den 13 maj 1638 i Dieppe, död där den 11 april 1712, var en fransk teolog, kallad "bibelkritikens fader". 
Simon studerade först i sin födelsestad, där han inträdde i oratoriernas orden, och sedan i Paris. Prästvigd 1670 ägnade han sig uteslutande åt vetenskapligt arbete. 
1678 började tryckningen av hans viktiga verk Histoire critique du vieux testament, men på grund av de mot honom fientliga port-royalisternas intriger och Bossuets inflytande blev redan dess första del konfiskerad, varefter Simon uteslöts ur oratoriernas orden. 
Först 1685 utkom verket i sin helhet i Rotterdam.  I en klar, ofta sarkastisk stil sammanför Simon resultaten av äldre bibelforskares arbete tillsammans med frukterna av sitt eget, därvid i rationalistisk anda fullkomligt åsidosättande traditionens och kyrkofädernas auktoritet. 
Av hans övriga, i allmänhet anonymt utgivna skrifter må nämnas Histoire critique du texte du nouveau testament (1689), Histoire critique des versions du nouveau testament (1690) och Histoire critique des principaux commentateurs du nouveau testament depuis le commencement du christianisme jusaues à notre temps (1693). 